# Дотискна лінія
Лінія дотискна (рос. линия дожимная, англ. booster line; нім. Nachlieferungsleitung f) — у газо- та нафтовидобуванні — лінія на водовіддільній колоні для нагнітання в нижню частину цієї колони бурового розчину з метою збільшення швидкості висхідного потоку розчину та кращого винесення вибуреної породи із свердловини.